# Lennart Pettersson (militär)
Lennarth Pettersson, född 1 februari 1951 i Uppsala, är en svensk brigadgeneral och modern femkampare.

## Biografi
Lennarth antogs som fältflygarelev vid Krigsflygskolan (F 5) i Ljungbyhed 1968 vid en ålder av 17. Efter två år på flygskolan fick han sina flygarvingar och påbörjade sin flygarkarriär vid Västmanlands flygflottilj (F 1) med inflygning på J 35F-systemet. Åren 1977–1979 genomförde han gymnasieutbildning vid Försvarets läroverk i Uppsala och de närmaste påföljande åren kadettutbildning vid Flygvapnets Krigsskola (F 20). År 1981 gick flyttlasset till Norrköping för att som en av de första flyga in sig på den moderna flygsystemet JA 37. Åren 1988-1990 var han divisionschef för 132. jaktflygdivisionen (Martin Blå). Efter vidareutbildning vid Försvarshögskolan och stabsarbeten vid Försvarsmaktens Högkvarter tjänstgjorde han som flygchef vid Blekinge flygflottilj (F 17) under perioden 1995–1997. Innan han tog över som chef för Blekinge flygflottilj 1998 var han projektledare för upprättandet av Flygvapnets Luftstridssimuleringscenter i Bromma. Lennarth var sedan projektledare vid Blekinge tekniska högskola och vid Försvarets materielverk innan han var chef för Flygtaktiska kommandot (FTK) från 2003 fram till 2006. Efter karriären i Försvarsmakten startade Lennarth sitt eget konsultbolag LPJ Advice AB. 
Lennarth började träna och tävla i modern femkamp redan som 14-åring och vann bland annat tre svenska mästerskap (1976, 1978, 1980), ett JVM-brons i lag (1972) och ett OS-brons i lag (1980). Han tävlade även i flygmilitär femkamp och vann bland annat 10 VM och utsågs till världens bäste militära idrottsman alla kategorier 1985. 
Han var ordförande för sektionen Modern femkamp i Svenska mångkampsförbundet 2000–2006. Pettersson var en av åtta ordinarie ledamöter i Sveriges Olympiska Kommitté 2001–2011. Han var mellan 2012 och 2016 ordförande för Svenska Mångkampsförbundet.
Pettersson har under 2012 givit ut en ledarskapsbok - Vinnande Ledarskap, så odlar du en framgångskultur.